# Josef Dahme
Josef Dahme (* 24. Juni 1894 in Müschede; † 24. Januar 1978 in München) war ein deutscher Generalmajor des Heeres im Zweiten Weltkrieg.

## Leben

### Frühe Jahre und Erster Weltkrieg
Nach seinem Abitur trat Dahme nach Beginn des Ersten Weltkrieges am 23. Oktober 1914 als Kriegsfreiwilliger, später Fahnenjunker in das 22. Infanterie-Regiment „Fürst Wilhelm von Hohenzollern“ der Bayerischen Armee ein und kam an die Westfront. Dort wurde er am 18. März 1915 zum Leutnant befördert und am 27. April 1916 kurzfristig zum 3. Infanterie-Regiment „Prinz Karl von Bayern“ versetzt. Aus diesem schied er allerdings schon Ende April 1916 wieder aus und kam am 27. April 1916 zum Ersatz-Bataillon seines früheren Stammregiments. Am 10. Oktober 1916 wurde Dahme zum Landwehr-Infanterie-Regiment 4 versetzt. Am 15. Oktober 1917 wechselte Dahme zur Fliegertruppe, wo er bei der Fliegerersatz-Abteilung Schleißheim eine Ausbildung zum Beobachter erhielt. In dieser Eigenschaft flog er im Armeeflugpark 1 sowie ab Mitte Februar 1918 und bis Ende Dezember 1918 bei der Flieger-Abteilung 199 b. Am 31. Dezember 1918 schied Dahme aus dem Militärdienst aus.

### Zwischenkriegsjahre
Am 21. Juni 1919 trat Dahme, bei gleichzeitiger Ernennung zum Polizeileutnant, der bayerischen Polizei bei, wo er bis Ende September 1920 im Wehr-Regiment München, später bei der Polizei-Wehr München eingesetzt wurde. Am 23. September 1920 wechselte er zur Landespolizei München und zum 16. Dezember 1920 erfolgte seine Versetzung nach Bamberg, wo er am 20. Dezember 1920 zum Polizeioberleutnant und am 1. Juli 1927 zum Polizeihauptmann befördert wurde. Im Dezember 1928 kehrte Dahme nach München zurück, wo er bis Januar 1930 bei der Landespolizei München-Land eingesetzt wurde.
Anschließend diente er bei der Schutzpolizei München. Am 1. August 1935 wurde Dahme mit der kasernierten Landespolizei mit dem Rang eines Hauptmanns in das Heer übernommen und ab Mitte August als Kompaniechef in der Kraftfahrt-Abteilung 7 in München eingesetzt, wo er am 16. März 1936 zum Major befördert wurde. Am 1. Juni 1936 wurde er zum Oberstleutnant befördert und am 1. August 1936 zum Kommandeur der Kraftfahr-Abteilung 10 ernannt, die er bis zum 25. August 1939 befehligte.

### Zweiter Weltkrieg
Am 26. August 1939 wurde Dahme zum Kommandeur des neu aufgestellten Kraftwagen-Transport-Regiments 602 ernannt und nahm mit dem Regiment am Unternehmen Weserübung teil. Von Dezember 1940 bis April 1941 war er Lehrgangsleiter an der Fahrtruppen-Schule in Hannover, wo er am 1. Februar 1941 zum Oberst befördert wurde. Im Anschluss hieran war er vom 26. April 1941 an für wenige Monate bei der 7. Armee Armee-Nachschubführer 551. Mit der Umstrukturierung dieser Position 1941 wurde Dahme zum Kommandeur des Versorgungs-Bezirk Nord bei der Heeresgruppe Nord ernannt, der im Raum Riga für die Versorgung (Lebensmittel und Munition) der dortigen Heeresteile verantwortlich zeichnete. Am 1. April 1942 wurde Dahme zum neu gebildeten Höheren Nachschubführer 2 mit der Unterstellung unter die Heeresgruppe Mitte ernannt. Diese Dienststellung wurde später in Heeresgruppen-Nachschubführer 2 und danach in Höherer Kommandeur der Nachschubtruppen 2 umbenannt und hatte die Primäraufgabe, die Versorgung der Heeresgruppe Mitte, später der Heeresgruppe Nord, zu gewährleisten. Am 22. Oktober 1943 wurde Dahme mit dem Deutschen Kreuz in Silber ausgezeichnet. Am 16. Mai 1944 wurde er zum Höheren Kommandeur der Nachschubtruppen 6 bei der Heeresgruppe D in Frankreich ernannt. Zum 10. November 1944 wurde Dahme in die Führerreserve überstellt. Am 30. Januar 1945 wurde er zum Generalmajor befördert. Eine Reaktivierung bis Kriegsende erfolgte jedoch nicht mehr. Am 8. Mai 1945 kam Dahme in Kriegsgefangenschaft, aus der er 1947 entlassen wurde.